# Вукоман Тешовић
Вукоман „Вуле” Тешовић (5. новембар 1977. — 10. мај 1999.) био је припадник Војске Југославије, који је погинуо током битке на Кошарама у мају 1999. године. Смртно је страдао током жестоког бомбардовања. Познат је као херој који је са својим саборцима одбранио положај код Гурт Нула, и постао симбол пожртвованости и храбрости.

## Биографија
Вукоман Вуле Тешовић рођен је 5. новембра 1977. године у Пљевљима, тадашњој СР Црној Гори. Био је омиљен у свом родном месту, не само због свог хумора и спремности да помогне, већ и због врхунске храбрости коју је показао током рата. Његов типични црногорски нагласак и узречица „а да нека то!” постали су познати свима који су га познавали.
Након што је завршио основну школу и гимназију у Пљевљима, Вукоман је одлучио да се прикључи Војсци Југославије. Брзо је постао познат као одважан и веома поуздан војник, који је увек био спреман да стане у заштиту својих другова. Његова љубав према фудбалу и певању остала је неизбрисива, а песма "Два галеба бела" била му је омилјена, коју је често певао док је радио свој посао.
Када је стигао на позицију код карауле Кошаре, брзо је схватио важност снајпера и стекао изузетну вештину у његовом руковању, али није занемарио ни своју аутоматску пушку. Вукоман је био не само храбар, већ и изузетно дисциплинован и пажљив војник.

## Смрт и херојство
Вукоманова последња борба одиграла се 10. маја 1999. године. Он и његови другови су остали на положају Гурт Нул, који је био нападан од стране терориста. Они су без помоћи били приморани да се одупру нападу који је трајао више од два сата. Током те борбе, они су се нашли у ситуацији да им је понестало муниције и батерија у мотороли, али су ипак наставили да се боре са великим храброшћу, чак су успели да нађу и остављену муницију непријатеља, што им је омогућило да наставе са одбраном. Њихова упорност је била одлучујућа у одбијању напада.
На крају су стигли други војници, али Вукоман није успео да се спасе. Погинуо је од касетних бомби у касном бомбардовању.

## Наслеђе
Вукоманово име је постало симбол храбрости и пожртвованости. У његову част, у Пљевљима се сваке године одржава спортски турнир у малом фудбалу, који је назван по њему. Такође, једна улица у Пљевљима је добила име по њему, а организовани су и бројни културни и спортски догађаји у његову част. Такође, Вукоманова прича и храброст су остали записани као пример младим генерацијама.